# Shigeki Wakabayashi
Shigeki Wakabayashi   () és un jugador i entrenador de beisbol japonès, ja retirat, que va competir durant les dècades de 1980 i 1990.
El 1992 va prendre part en els Jocs Olímpics d'Estiu de Barcelona, on guanyà la medalla de bronze en la competició de beisbol. Va ser titular en tots els partits dels Jocs Olímpics com a tercera base, i va jugar com a cinquè batedor a partir del segon partit de la lliga preliminar contra Espanya.
El 1999 va ser guardonat amb el Premi d'Honor Ciutadà de la Ciutat de Saiki pels seus èxits com a jugador. El 2018 fou entrenador de la selecció japonesa de beisbol als Jocs Asiàtics. El 6 de juliol de 2019 va ser seleccionat com un dels Nou Millors Jugadors de Beisbol Amateurs de l'Associació Japonesa de Beisbol en reconeixement als seus èxits en el beisbol amateur.